# Шульга, Виктор Иванович
Виктор Иванович Шульга (15.12.1963, БССР) — белорусский шашечный композитор, спортивный судья, спортивный функционер, спортивный журналист. Президент Committee of Problemism of the World Draughts Federation.
Призёр чемпионата мира по шашечной композиции. Международный мастер по шашечной композиции
Судья чемпионатов Белоруссии, Украины, Литвы (2012) (2013, 2014)
Дебют на национальном уровне — 1978 год, Второй чемпионат БССР по шашечной композиции
Третий призёр III чемпионата мира по шашечной композиции в жанре проблемы (раздел малые проблемы), PWCP-III (2009—2010 гг)
Проживает в Минске